# Стільське городище (заповідник)
Історико-культурний заповідник «Стільське городище» створено Рішенням Львівської обласної ради від 15 вересня 2015 р. № 1450. Заповідник розміщений у Миколаївському районі Львівської області між селами Стільсько, Ілів, Дуброва та на північній околиці міста Миколаїв. До Заповідника належать пам'ятка археології національного значення «Стільське городище» VIII—X ст., городище-святилище в урочищі «Печера» і багатошарове поселення біля с. Ілів, пам'ятка природи та історії в урочищі «Диравець», печерні комплекси природного й антропогенного походження в урочищі «Лиса» або «Чорна Гора», давні гідротехнічні споруди на р. Колодниці, різночасові курганні могильники.
Окремі пам'ятки Заповідника досліджувалися Верхньодністрянською слов'яно-руською археологічною експедицією Інституту українознавства ім. І. Крип'якевича та Інституту народознавства Національної академії наук України у 1982—2000 рр. під керівництвом Ореста Корчинського.
Заповідник видає збірник наукових праць «Стільський град (вип. 1 — 2017 р.; вип. 2 — 2019 р.)». 2019 р. заповідник провів науково-практичну конференцію «Стільське городище: проблеми дослідження, актуалізація збереження, перспективи музеєфікації». Працівники заповідника формують фондові збірки археологічних матеріалів з розкопок Стільського городища та інших городищ Верхнього Подністров'я.